# Elaphropus diabrachys
Elaphropus diabrachys es una especie de escarabajo del género Elaphropus, de la subfamilia Trechinae, orden Coleoptera.

## Distribución
Se distribuye por Alemania, Austria, Francia, Portugal, Italia, Bulgaria y Turquía.

## Taxonomía
Fue descrita por Kolenati en 1845.